# 何毓秀
何毓秀，字锺岳，号岱樵，东湖人。清朝武官、诗人。

## 生平
康熙五十二年（1713年）癸巳恩科武进士，官江西都司。有《岱樵诗集》。《晚晴簃诗汇》收其诗一首。

## 诗作
- 简郭梅豁乞竹

为爱浮筠覆药栏，肯烧玉版佐朝餐。
南湖杜若香同瘦，西郭茶蘼月共寒。
问字客来阴作席，抱琴人至箨为冠。
奚童草就平安报，日日柴门一探看。